# جيمس ماكديفيت
 جيمس ماكديفيت  (بالإنجليزية: James McDivitt)‏ أحد رواد الفضاء الأمريكيين الذين ساهموا في برامج ناسا لغزو الفضاء والقيام برحلات تتبع برنامجي جيميني وأبولو. ولد ماكديفيت بمدينة شيكاغو في 10 يونيو 1929 . ومن أهم انجازاته هو القيام مع زميليه شويكارت وديفيد سكوت في شهر مارس 1969 بإجراء مناورة تقابل المركبة القمرية Lunar Module والتحامها بكبسولة القيادة Command Capsel بعد أن كانتا تبعدان عن بعضهما مسافة 170 كيلومتر في مدار حول الأرض خلال بعثة أبولو 9. كان ذلك تمهيدا مهما لرحلة أبولو 11 التي قادها نيل أرمسترونج للسفر إلى القمر والهبوط على سطحه خلال يوليو 1969.

## دراسته
بعد حصوله على البكالوريا من المدرسة الثانوية بمدينة ميتشجان التحق بجامعة ميتشيجان وحصل على الدبلوم هندسة الطيران عام 1959، كما منحته جامعته الدكتوراه الفخرية في علوم الفضاء عام 1965.

## عمله في القوات الجوية
كان ماكديفيت طيارا في القوات الجوية الأمريكية واشترك في حرب فيتنام. طار الطائراتين F-80 و F-86، كما عمل كطيار اختبار في قاعدة أدواردز الجوية بكاليفورنيا ويبلغ مجموع طلعاته الجوية نحو 5000 طلعة قبل أن يلتحق بناسا.

## برنامج جيميني
التحق جيمس ماكديفيت بناسا في 17 سبتمبر 1962. وقاد في 27 يوليو 1964 بعد اجرائه التدريبات الخاصة بعثة جيميني 4، وهو أول رائد فضاء عهدت إليه ناسا قيادة بعثات إلى الفضاء يشترك فيها أكثر من رائد واحد. وقام باختبار زي الفضاء لمشروع جيميني في أكتوبر 1964.
وقام بقيادة بعثة جيميني 4 خلال الأيام من 3 حتى 7 يونيو 1965 وكانت تلك الرحلة هي الأولى التي تستغرق عدة أيام، وكان زميله إدوارد وايت أول من يقوم بالسباحة في الفضاء خارج مركبة الفضاء.
وعمل ماكديفيت كضابط اتصال من مركز القيادة للفضاء Capcom في هيوستن خلال بعثة جيميني 5 لمداومة الاتصال بأعضاء البعثة.

## نشاطه في برنامج أبولو

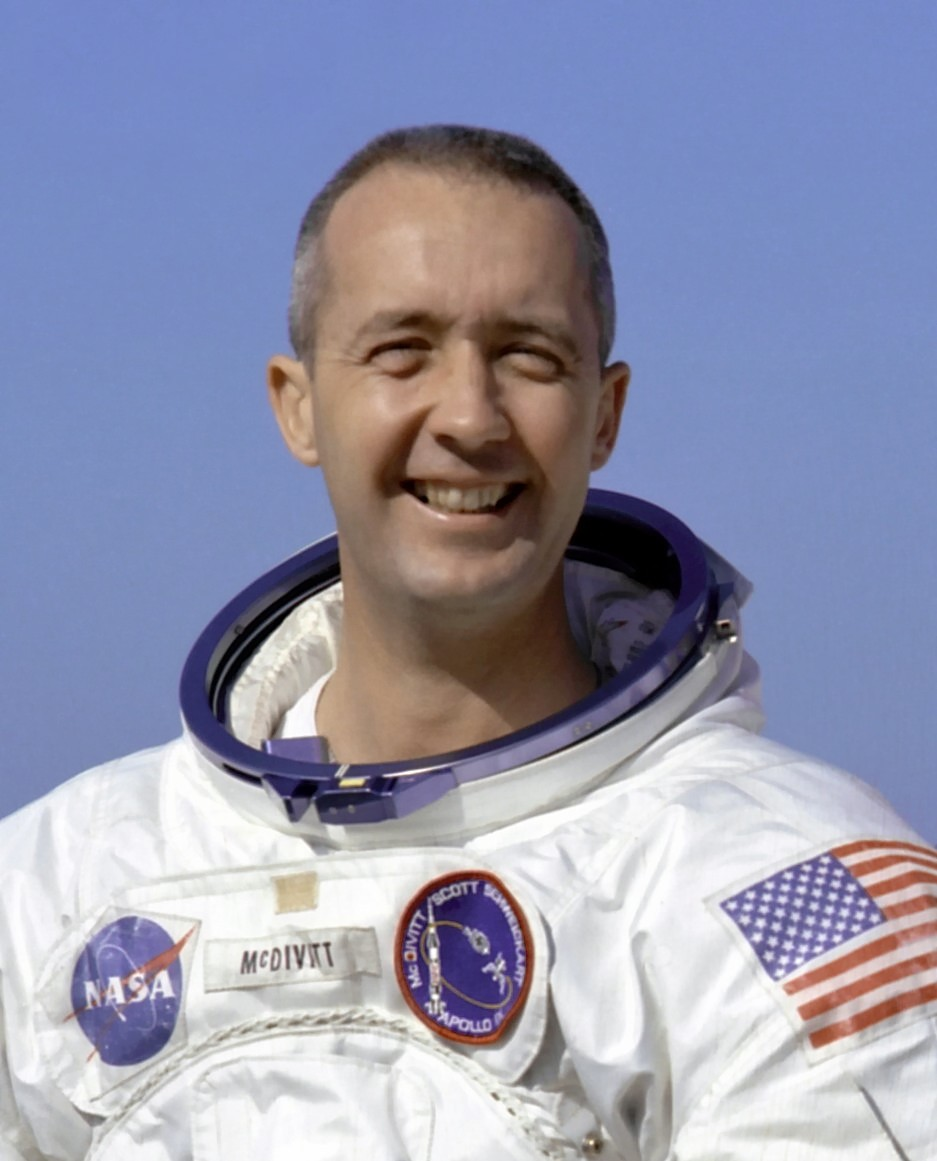
جيمس ماكديفيت

اختير ماكديفيت  قائدا احطياطيا لأول طلعة في برنامج أبولو في ديسمبر 1965. وفي 20 نوفمبر 1967 اشترك ماكديفيت في بعثة أبولو 9. كما قام ماكديفيت وزميله شويكارت بقيادة المركبة القمرية خلال الأيام من 3 - 13 مارس 1969واجراء لقاء والتحام بمركبة الفضاء الرئيسية التي كان يقودها ديفيد سكوت في مدار حول الأرض. وكان ذلك تمهيدا هاما لرحلة أبولو 11 للهبوط على القمر في يوليو من نفس السنة.
انتقل ماكديفيت بعد ذلك إلى السلك الإداري بناسا. وعهد إليه رئاسة مجموعة بحوث القمر، كما عمل رئيسا لتنسيق البعثات إلى القمر ومن ضمنها بعثات أبولو 12 حتى أبولو 16.

## أقرأ أيضًا
- نيل أرمسترونج
- مايكل كولينز
- جوردن كوبر
- شالز كونراد
- جون يونغ
- كين ماتينجلي
- شالز ديوك
- ديفيد سكوت
- ألان بين
- أبولو 8
- أبولو 10

## وصلات خارجية
- جيمس ماكديفيت على موقع IMDb (الإنجليزية)
- جيمس ماكديفيت على موقع الموسوعة البريطانية (الإنجليزية)
- جيمس ماكديفيت على موقع مونزينجر (الألمانية)
- جيمس ماكديفيت على موقع إن إن دي بي (الإنجليزية)
- جيمس ماكديفيت على موقع ديسكوغز (الإنجليزية)